# 2014-es labdarúgó-világbajnokság-selejtező (UEFA – D csoport)
A 2014-es labdarúgó-világbajnokság európai selejtező, D csoportjának eredményeit tartalmazó lapja. A csoport sorsolását 2011. július 30-án tartották Rio de Janeiróban. A csoportban körmérkőzéses, oda-visszavágós rendszerben játszottak egymással a csapatok. A csoportelső automatikus résztvevője lett a 2014-es labdarúgó-világbajnokságnak, a csoport második helyezett a pótselejtezőn vehetett részt.
A csoportban Hollandia, Törökország, Magyarország, Románia, Észtország és Andorra szerepelt.

## Tabella
| Hely. | Csapat       | M  | Gy | D | V  | G+ | G– | Gk  | P  | Továbbjutás                         |     | Hollandia | Románia | Magyarország | Törökország | Észtország | Andorra |
| ----- | ------------ | -- | -- | - | -- | -- | -- | --- | -- | ----------------------------------- | --- | --------- | ------- | ------------ | ----------- | ---------- | ------- |
| 1.    | Hollandia    | 10 | 9  | 1 | 0  | 34 | 5  | +29 | 28 | Kijutott a 2014-es világbajnokságra |     | —         | 4–0     | 8–1          | 2–0         | 3–0        | 3–0     |
| 2.    | Románia      | 10 | 6  | 1 | 3  | 19 | 12 | +7  | 19 | Továbbjutott a második fordulóba    |     | 1–4       | —       | 3–0          | 0–2         | 2–0        | 4–0     |
| 3.    | Magyarország | 10 | 5  | 2 | 3  | 21 | 20 | +1  | 17 |                                     |     | 1–4       | 2–2     | —            | 3–1         | 5–1        | 2–0     |
| 4.    | Törökország  | 10 | 5  | 1 | 4  | 16 | 9  | +7  | 16 |                                     | 0–2 | 0–1       | 1–1     | —            | 3–0         | 5–0        |         |
| 5.    | Észtország   | 10 | 2  | 1 | 7  | 6  | 20 | −14 | 7  |                                     | 2–2 | 0–2       | 0–1     | 0–2          | —           | 2–0        |         |
| 6.    | Andorra      | 10 | 0  | 0 | 10 | 0  | 30 | −30 | 0  |                                     | 0–2 | 0–4       | 0–5     | 0–2          | 0–1         | —          |         |

## Mérkőzések
A mérkőzéseket 2012. szeptember 7-e és 2013. október 15-e között játszották le. A pontos menetrendről az országok labdarúgó-szövetségei 2011. október 24-én Amszterdamban egyeztettek, sikertelenül. A FIFA 2011. december 16-ig adott haladékot a program elkészítésére, de jelezte, hogy pár nap csúszást is elfogad. A pontos program végül 2011. december 21-én készült el.
Valamennyi mérkőzés kezdési időpontja helyi idő szerint van feltüntetve, az egyezményes koordinált világidőhöz (UTC) viszonyítva.
| 2012. szeptember 7. 21:00 (UTC+3) |

| Észtország | 0–2               | Románia              |
| ---------- | ----------------- | -------------------- |
|            | (0–0) Jegyzőkönyv | Torje 55' Marica 75' |

| A. Le Coq Arena, Tallinn Nézőszám: 7 936 Játékvezető: Milorad Mažić (szerb) |

| 2012. szeptember 7. 20:30 (UTC+2) |

| Andorra        | 0–5                         | Magyarország                                                    |
| -------------- | --------------------------- | --------------------------------------------------------------- |
| Vales 55′, 57′ | (0–2) Jegyzőkönyv Részletek | Juhász 12' Gera 32' (11-esből) Szalai 54' Priskin 68' Koman 82' |

| Estadi Comunal, Andorra la Vella Nézőszám: 815 Játékvezető: Emir Aleckovic (bosznia-hercegovinai) |

| 2012. szeptember 7. 20:30 (UTC+2) |

| Hollandia                     | 2–0               | Törökország |
| ----------------------------- | ----------------- | ----------- |
| van Persie 15' Narsingh 90+2' | (1–0) Jegyzőkönyv |             |

| Amsterdam ArenA, Amszterdam Nézőszám: 49 500 Játékvezető: Carlos Velasco Carballo (spanyol) |

| 2012. szeptember 11. 20:30 (UTC+3) |

| Románia                                     | 4–0               | Andorra |
| ------------------------------------------- | ----------------- | ------- |
| Torje 27' Lazăr 44' Găman 90+1' Maxim 90+3' | (2–0) Jegyzőkönyv |         |

| Nemzeti Stadion, Bukarest Nézőszám: 24 630 Játékvezető: Pavle Radovanović (montenegrói) |

| 2012. szeptember 11. 21:00 (UTC+3) |

| Törökország                   | 3–0               | Észtország |
| ----------------------------- | ----------------- | ---------- |
| Emre 44' Bulut 60' Selçuk 75' | (1–0) Jegyzőkönyv | Jääger 19′ |

| Şükrü Saracoğlu Stadion, Isztambul Nézőszám: 44 168 Játékvezető: Marcin Borski (lengyel) |

| 2012. szeptember 11. 20:30 (UTC+2) |

| Magyarország            | 1–4                         | Hollandia                                  |
| ----------------------- | --------------------------- | ------------------------------------------ |
| Dzsudzsák 6' (11-esből) | (1–2) Jegyzőkönyv Részletek | Lens 2' 52' Martins Indi 18' Huntelaar 73' |

| Puskás Ferenc Stadion, Budapest Nézőszám: 22 700 Játékvezető: Pedro Proença (portugál) |

| 2012. október 12. 20:30 (UTC+3) |

| Törökország | 0–1               | Románia      |
| ----------- | ----------------- | ------------ |
|             | (0–1) Jegyzőkönyv | Grozav 45+1' |

| Şükrü Saracoğlu Stadion, Isztambul Nézőszám: 46 203 Játékvezető: Howard Webb (angol) |

| 2012. október 12. 21:30 (UTC+3) |

| Észtország | 0–1                         | Magyarország |
| ---------- | --------------------------- | ------------ |
|            | (0–0) Jegyzőkönyv Részletek | Hajnal 47'   |

| A. Le Coq Arena, Tallinn Nézőszám: 5 661 Játékvezető: Liran Liany (izraeli) |

| 2012. október 12. 20:30 (UTC+2) |

| Hollandia                                  | 3–0               | Andorra |
| ------------------------------------------ | ----------------- | ------- |
| Van der Vaart 6' Huntelaar 14' Schaken 49' | (2–0) Jegyzőkönyv |         |

| De Kuip, Rotterdam Nézőszám: 43 000 Játékvezető: Alekszej Kulbakov (fehérorosz) |

| 2012. október 16. 19:00 (UTC+2) |

| Andorra | 0–1               | Észtország |
| ------- | ----------------- | ---------- |
|         | (0–0) Jegyzőkönyv | Oper 57'   |

| Estadi Comunal, Andorra la Vella Nézőszám: 723 Játékvezető: Dimitar Meckarovski (macedón) |

| 2012. október 16. 21:00 (UTC+3) |

| Románia    | 1–4               | Hollandia                                                              |
| ---------- | ----------------- | ---------------------------------------------------------------------- |
| Marica 40' | (1–3) Jegyzőkönyv | Lens 9' Martins Indi 29' van der Vaart 45+1' (11-esből) van Persie 86' |

| Arena Națională, Bukarest Nézőszám: 53 329 Játékvezető: Craig Thomson (skót) |

| 2012. október 16. 20:30 (UTC+2) |

| Magyarország                             | 3–1                         | Törökország |
| ---------------------------------------- | --------------------------- | ----------- |
| Koman 31' Szalai 50' Gera 57' (11-esből) | (1–1) Jegyzőkönyv Részletek | Erdinç 22'  |

| Puskás Ferenc Stadion, Budapest Nézőszám: 21 563 Játékvezető: Daniele Orsato (olasz) |

| 2013. március 22. 19:15 (UTC+2) |

| Andorra | 0–2               | Törökország           |
| ------- | ----------------- | --------------------- |
|         | (0–2) Jegyzőkönyv | İnan 30' Yılmaz 45+2' |

| Estadi Comunal, Andorra la Vella Nézőszám: 700 Játékvezető: Nerijus Dunauskas (litván) |

| 2013. március 22. 20:30 (UTC+2) |

| Magyarország                         | 2–2                         | Románia                           |
| ------------------------------------ | --------------------------- | --------------------------------- |
| Vanczák 16' Dzsudzsák 71' (11-esből) | (1–0) Jegyzőkönyv Részletek | Mutu 68' (11-esből) Chipciu 90+2' |

| Puskás Ferenc Stadion, Budapest Nézőszám: zárt kapuk mögött[a] Játékvezető: Wolfgang Stark (német) |

| 2013. március 22. 20:30 (UTC+2) |

| Hollandia                                    | 3–0               | Észtország |
| -------------------------------------------- | ----------------- | ---------- |
| Van der Vaart 46' Van Persie 71' Schaken 83' | (0–0) Jegyzőkönyv |            |

| Amsterdam ArenA, Amszterdam Nézőszám: 48 675 Játékvezető: Vitaly Mashkov (orosz) |

| 2013. március 26. 19:00 (UTC+3) |

| Észtország               | 2–0               | Andorra |
| ------------------------ | ----------------- | ------- |
| Anier 45+1' Lindpere 61' | (1–0) Jegyzőkönyv |         |

| A. Le Coq Arena, Tallinn Nézőszám: 5 327 Játékvezető: Ján Valášek (szlovák) |

| 2013. március 26. 20:30 (UTC+3) |

| Törökország | 1–1                         | Magyarország |
| ----------- | --------------------------- | ------------ |
| Yılmaz 62'  | (0–0) Jegyzőkönyv Részletek | Böde 71'     |

| Şükrü Saracoğlu Stadion, Isztambul Nézőszám: 37 904 Játékvezető: Milorad Mažić (szerb) |

| 2013. március 26. 20:30 (UTC+2) |

| Hollandia                                                | 4–0               | Románia |
| -------------------------------------------------------- | ----------------- | ------- |
| Van der Vaart 12' Van Persie 56' 65' (11-esből) Lens 90' | (1–0) Jegyzőkönyv |         |

| Amsterdam ArenA, Amszterdam Nézőszám: 47 496 Játékvezető: Mark Clattenburg (angol) |

| 2013. szeptember 6. 21:00 (UTC+3) |

| Románia                           | 3–0                         | Magyarország |
| --------------------------------- | --------------------------- | ------------ |
| Marica 2' Pintilii 31' Tănase 88' | (2–0) Jegyzőkönyv Részletek |              |

| Arena Națională, Bukarest Nézőszám: 41 405 Játékvezető: Alberto Undiano Mallenco (spanyol) |

| 2013. szeptember 6. 21:00 (UTC+3) |

| Törökország                              | 5–0               | Andorra |
| ---------------------------------------- | ----------------- | ------- |
| Bulut 35' 39' 68' Yılmaz 64' Turan 90+3' | (2–0) Jegyzőkönyv |         |

| Kadir Has Stadium, Kayseri Nézőszám: 29 000 Játékvezető: Sven Bindels (luxemburgi) |

| 2013. szeptember 6. 21:30 (UTC+3) |

| Észtország        | 2–2               | Hollandia                  |
| ----------------- | ----------------- | -------------------------- |
| Vassiljev 18' 54' | (1–1) Jegyzőkönyv | Robben 2' Van Persie 90+4' |

| A. Le Coq Arena, Tallinn Nézőszám: 10 210 Játékvezető: Serhiy Boyko (ukrán) |

| 2013. szeptember 10. 21:00 (UTC+3) |

| Románia | 0–2               | Törökország             |
| ------- | ----------------- | ----------------------- |
|         | (0–1) Jegyzőkönyv | Yılmaz 22' Erdinç 90+5' |

| Nemzeti Stadion, Bukarest Nézőszám: 44 537 Játékvezető: Svein Oddvar Moen (norvég) |

| 2013. szeptember 10. 20:30 (UTC+2) |

| Andorra | 0–2               | Hollandia          |
| ------- | ----------------- | ------------------ |
|         | (0–0) Jegyzőkönyv | Van Persie 49' 53' |

| Estadi Comunal, Andorra la Vella Nézőszám: 1 100 Játékvezető: Ante Vučemilović-Šimunović Jr. (horvát) |

| 2013. szeptember 10. 20:30 (UTC+2) |

| Magyarország                                                    | 5–1                         | Észtország |
| --------------------------------------------------------------- | --------------------------- | ---------- |
| Klavan 11' (öngól) Hajnal 21' Böde 41' Németh 69' Dzsudzsák 85' | (3–0) Jegyzőkönyv Részletek | Kink 48'   |

| Puskás Ferenc Stadion, Budapest Nézőszám: 7 741 Játékvezető: Aleksei Kulbakov (fehérorosz) |

| 2013. október 11. 20:30 (UTC+2) |

| Andorra | 0–4               | Románia                                              |
| ------- | ----------------- | ---------------------------------------------------- |
|         | (0–1) Jegyzőkönyv | Keserü 41' Stancu 53' Torje 62' (11-esből) Lazăr 85' |

| Estadi Comunal, Andorra la Vella Nézőszám: 1 100 Játékvezető: Stephan Klossner (svájci) |

| 2013. október 11. 21:30 (UTC+3) |

| Észtország | 0–2               | Törökország          |
| ---------- | ----------------- | -------------------- |
|            | (0–1) Jegyzőkönyv | Bulut 22' Yılmaz 47' |

| A. Le Coq Arena, Tallinn Nézőszám: 8 572 Játékvezető: Nicola Rizzoli (olasz) |

| 2013. október 11. 20:30 (UTC+2) |

| Hollandia                                                                                        | 8–1                         | Magyarország             |
| ------------------------------------------------------------------------------------------------ | --------------------------- | ------------------------ |
| Van Persie 16' 44' 52' Strootman 25' Lens 38' Devecseri 64' (öngól) Van der Vaart 85' Robben 89' | (4–0) Jegyzőkönyv Részletek | Dzsudzsák 47' (11-esből) |

| Amsterdam ArenA, Amszterdam Nézőszám: 52 027 Játékvezető: Martin Atkinson (angol) |

| 2013. október 15. 20:00 (UTC+2) |

| Magyarország                  | 2–0                         | Andorra |
| ----------------------------- | --------------------------- | ------- |
| Nikolics 52' Lima 77' (öngól) | (0–0) Jegyzőkönyv Részletek |         |

| Puskás Ferenc Stadion, Budapest Nézőszám: 5 200 Játékvezető: Daniel Stefanski (lengyel) |

| 2013. október 15. 21:00 (UTC+3) |

| Románia                   | 2–0               | Észtország |
| ------------------------- | ----------------- | ---------- |
| Marica 31' (11-esből) 81' | (1–0) Jegyzőkönyv |            |

| Arena Națională, Bukarest Nézőszám: 18 852 Játékvezető: Marijo Strahonja (horvát) |

| 2013. október 15. 21:00 (UTC+3) |

| Törökország | 0–2               | Hollandia              |
| ----------- | ----------------- | ---------------------- |
|             | (0–1) Jegyzőkönyv | Robben 8' Sneijder 46' |

| Şükrü Saracoğlu Stadion, Isztambul Nézőszám: 41 814 Játékvezető: Olegário Benquerença (portugál) |

Jegyzet
- ↑ a: A FIFA döntése értelmében a Magyarország–Románia a mérkőzést a 2012. augusztus 15-i Magyarország–Izrael mérkőzésen történt rasszista, gyűlöletkeltő megnyilvánulások miatt zárt kapuk mögött kellett megrendezni. [6]